# Partenavia Tornado
El Partenavia P.55 Tornado fue un monoplano italiano de competición y turismo de altas prestaciones de la década de 1950, construido por Partenavia.

## Diseño y desarrollo
El Tornado era un pequeño monoplano de ala media en voladizo, con un tren de aterrizaje triciclo retráctil. El avión estaba propulsado por un motor de pistón Lycoming O-320 montado en el morro.
El avión recibió el encargo de ganar el Giro di Sicilia, y el Tornado ganó la carrera en 1956. Aunque el avión había ganado la carrera, era un diseño demasiado especializado para entrar en producción y solo se construyó un avión (matriculado I-REGJ). El I-REGJ resultó destruido en un accidente el 13 de junio de 1958.

## Especificaciones
Referencia datos: Jane's All the World' Aircraft 1956–57 

### Características generales
- Tripulación: Uno (piloto)
- Capacidad: Un pasajero
- Longitud: 6 m (19,7 ft)
- Envergadura: 7,2 m (23,6 ft)
- Altura: 1,8 m (5,9 ft)
- Superficie alar: 8 m² (86,1 ft²)
- Peso vacío: 480 kg (1057,9 lb)
- Peso cargado: 710 kg (1564,8 lb)
- Planta motriz: 1× motor bóxer de 4 cilindros refrigerado por aire Lycoming O-320.
  - Potencia: 110 kW (152 HP; 150 CV)
- Hélices: Bipala de paso fijo
- Alargamiento: 6,5
- Capacidad de combustible: 120 L

### Rendimiento
- Velocidad máxima operativa (Vno): 347 km/h (216 MPH; 187 kt)
- Velocidad crucero (Vc): 303 km/h (188 MPH; 164 kt)
- Velocidad de entrada en pérdida (Vs): 95 km/h (59 MPH; 51 kt)
- Alcance: 950 km (513 nmi; 590 mi)
- Techo de vuelo: 6000 m (19 685 ft)
- Carga alar: 88,8 kg/m² (18,2 lb/ft²)
- Potencia/peso: 0,21 kW/kg (0,13 hp/lb)
- Tiempo a altitud: 3 min para 1000 m (3300 pies)

## Aeronaves relacionadas

### Secuencias de designación
- Secuencia P._ (interna de Partenavia): P.48 - P.52 - P.53 - P.55 - P.57 - P.59 - P.64 →